# وبائيات تطبيقية
تشير عبارة الوبائيات التطبيقية أو الوبائيات الميدانية إلى التطبيق الميداني لعلم الوبائيات للتعامل مع الاحداث والمشاكل الصحية غير المتوقعة، والتي تستوجب تحريات ميدانية عاجلة من اجل إجراء تدخلات سريعة.